# Королазові
Королазові (Climacteridae) — родина горобцеподібних птахів. Містить 7 видів.

## Поширення
Майже всі види королазових є ендеміками Австралії, за винятком королаза папуанського, який поширений в Новій Гвінеї. В Австралії поширені по всьому материку у різноманітних середовищах проживання, відсутні в Тасманії. В Новій Гвінеї трапляються у гірський дощових лісах.

## Філогенія
За даними аналізу ДНК найближчими родичами королазових є лірохвостові.

## Опис
Зовні вони схожі на євразійських підкоришників або дроздів. Це невеликі співочі птахи, завдовжки 14-19 см і вагою 17–44 г. Вони мають відносно довгі хвости, короткі ноги з міцними ступнями, кремезні тіла та довгі і злегка зігнуті дзьоби. Оперення коричневого, червонувато-коричневого або сірувато-коричневого забарвлення, на череві світліше. Королазові погані літуни, їхній політ хвилеподібний та ковзаючий.

## Спосіб життя
Осілі птахи. Живляться комахами та іншими безхребетними, збираючи їх на стовбурах та гілках дерев. Гнізда будують у дуплах. Про пташенят піклуються обидва партнери. Інколи їм допомагають інші представники виду, які не мають пари.

## Види
- Рід Королаз (Climacteris)
  - Королаз білобровий (Climacteris affinis)
  - Королаз рудобровий (Climacteris erythrops)
  - Королаз північний (Climacteris melanurus)
  - Королаз широкобровий (Climacteris picumnus)
  - Королаз рудий (Climacteris rufus)
- Рід Папуанський королаз (Cormobates)
  - Королаз плямистобокий  (Cormobates leucophaea)
  - Королаз папуанський (Cormobates placens)